# Gran rombicuboctaedro no convexo
En geometría, el gran rombicuboctaedro no convexo es un poliedro uniforme estrellado, indexado como U17. Tiene 26 caras (8 triángulos y 18 cuadrados), 48 aristas y 24 vértices. Está representado por el símbolo de Schläfli rr{4,3⁄2} y su diagrama de Coxeter-Dynkin es . Su figura de vértice es un cuadrilátero cruzado.
Este modelo comparte el nombre con el gran rombicuboctaedro convexo, también llamado cuboctaedro truncado.
Un nombre alternativo para esta figura es cuasihombicuboctaedro. De ahí deriva su acrónimo de Bowers: querco.

## Coordenadas cartesianas
Las coordenadas cartesianas de los vértices de un gran rombicuboctaedro no convexo centrado en el origen con longitud de arista 1 son todas las permutaciones de
(±ξ, ±1, ±1),
donde ξ= √2 − 1.

## Poliedros relacionados
Comparte la disposición de vértices con el cubo truncado convexo. Además, comparte su disposición de vértices con el gran cubicuboctaedro (que tiene caras triangulares y 6 caras cuadradas en común) y con el gran rombihexaedro (que tiene 12 caras cuadradas en común). Posee la misma figura de vértice que el pseudo gran rombicuboctaedro, que no es un poliedro uniforme.
| Cubo truncado | Gran rombicuboctaedro | Gran cubicuboctaedro | Gran rombihexaedro | Pseudo gran rombicuboctaedro |

### Gran icositetraedro deltoidal
El gran icositetraedro deltoidal es el dual del gran rombicuboctaedro no convexo.